# Jakov Blažević
Jakov Blažević, hrvaški pravnik, prvoborec, komunist, partizan, politik, in junak socialističnega dela, * 1912, † 1996.